# Smikros

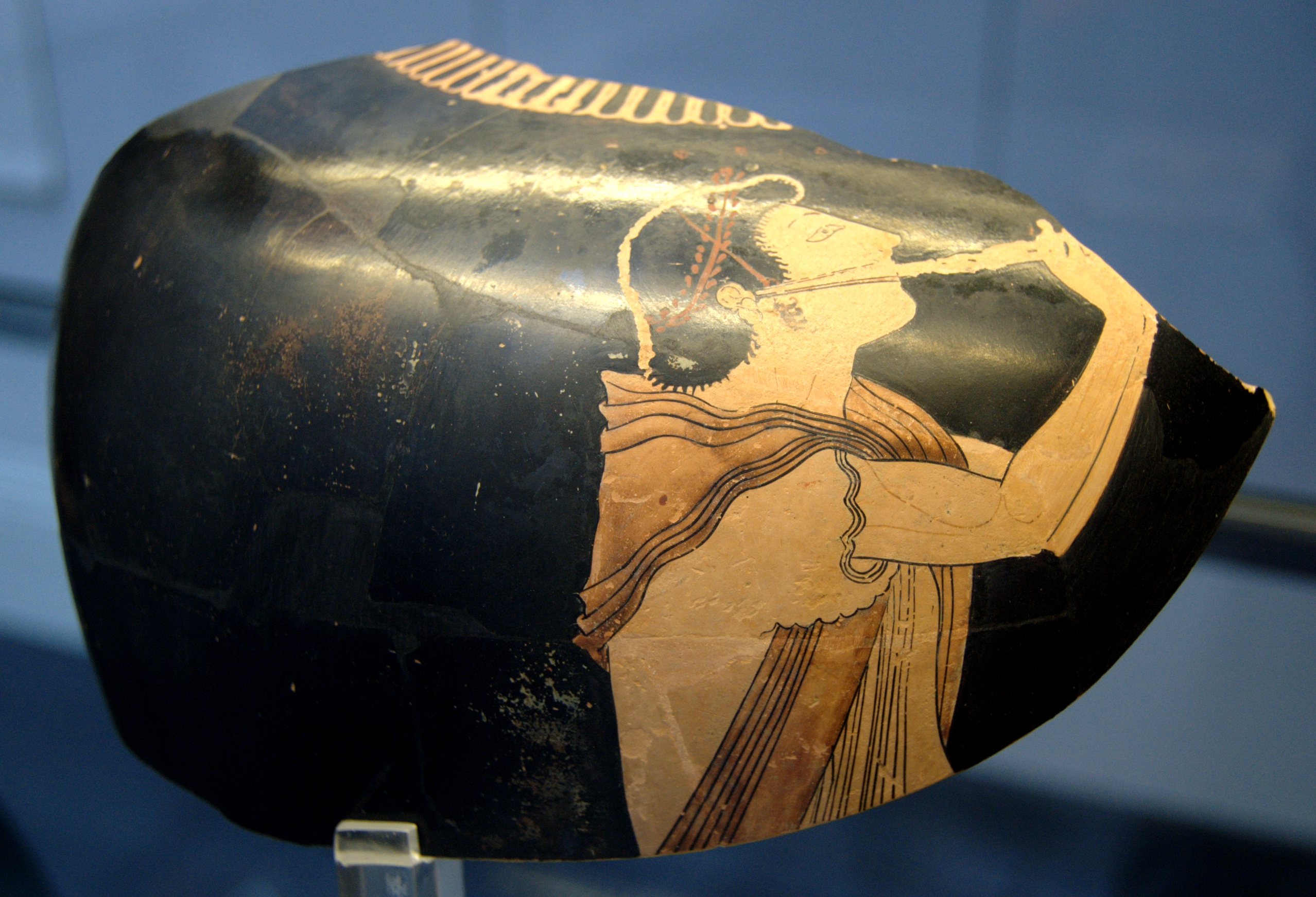
Fragment naczynia z przedstawieniem przypisywanym Smikrosowi

Smikros (ok. 500 p.n.e.) – attycki malarz waz czerwonofigurowych naśladujący Eufroniosa.